# Уеймът (Масачузетс)
Уеймът е град в окръг Норфолк, Масачузетс, САЩ. През 2000 г. Уеймът е имал население от 53 988 души. Въпреки че хората знаят Уеймът като град, той е формално известен като градче.

## География
Уеймът се намира на координати 42° 12' 23" N, 70° 56' 45" W.
Градът е с обща площ от 56 km², от които 44,1 km² от него е земя и 11,9 km² (21,29%) са вода.
Уеймът е разделен на три „квартала“. Те са „Северен Уеймът“, „Източен Уеймът“ и „Южен Уеймът“.

## Демография
През 2000 г. населението на градът е 53 988 души, с 22 028 семейства и 13 921 семейства които пребивават в града. Гъстота на населението е 1225.4 души на km². Расовото съставяне на града е 94,9% бели, 1,4% черни или афроамериканци, 0,2% индианци, 1,6% азиатци, 0,6% от други раси и 1,3% от две или повече раси. Испанците и латиноамериканците съставят 1,3% от населението.
Средният доход за домакинствата в града е $51 665 и средният доход на семейство е $64 083. Мъжете имат среден доход от $42 497 срещу $35 963 за жените. Доходът на глава от населението на града е $24 976. Около 4,1% от семействата и 5,8% от населението са под границата на бедността, включително 7,3% от тези под 18 години и 7,4% от тези възраст 65 и повече години.

## Интересни факти
- Уеймът е градът, в който е родена Абигейл Адамс, жената на втория американски президент Джон Адамс.
- Градът има 10-ото най-високо ирландско население в САЩ – 33% от населението на Уеймът са с ирландски произход.
- В Уеймът е разположено най-оживеното кафене от веригата Дънкин Донътс, верига, която има общо 8000 кафенета в 31 държави (6400 от които са в САЩ).

## Известни личности
Родени в Уемът
- Гилбърт Люис (1875 – 1946), физикохимик
- Джордж Юнг (р. 1942), престъпник